# Гутт Гонсалвеш, Йоанн
Йоанн Гутт Гонсалвеш (фр. Yohan Goutt Goncalves; род. 20 декабря 1994 года, Сюрен) — тиморский горнолыжник. Гонсалвеш стал первым тиморским спортсменом (на всех Играх, включая и летние), который квалифицировался на Олимпиаду, выполнив норматив, а не получив специальное приглашение. Единственный член сборной Восточного Тимора на зимних Олимпийских играх 2014 года. Также на открытии зимних Олимпийских игр 2014 года нес флаг Восточного Тимора.

## Биография
Отец — француз, мама — жительница Восточного Тимора. Когда Индонезия вторглась в Восточной Тимор, мать с сестрами и братьями Йоанна переехала в Австралию. Он мог представлять Францию или Австралию, но он предпочел представлять родную страну матери. 29 декабря, на гонке в Сербии, Йоанн понизил общее количество очков ниже 140, что позволило выполнить квалификационный норматив.